# America Top 100
America Top 100 é um site com as paradas musicais de 22 países do continente Americano. Sendo atualizado todas as semanas.